# LY-451,646
LY-451,646 je agonist AMPA receptora.